# 方廣寺 (京都市)
方廣寺（ほうこうじ）是位在日本京都府京都市東山區的天台宗山門派寺院。本尊大日如來、開基（創立者）為豐臣秀吉。刻在梵鐘上的「國家安康」、「君臣豐樂」銘文，變成文字獄，是為方廣寺鐘銘事件。成為德川家康發動大坂之役的藉口，最後導致豐臣家的滅亡。此梵鐘與東大寺、知恩院的梵鐘合稱日本三大名鐘。
1973年大佛殿燒毀之前，方廣寺亦以本尊京都大佛知名。

## 關連項目
- 豐國神社
- 方廣寺鐘銘事件

1. ↑  田中緑紅『京の京の大仏っあん』1957年。